# Holocnemus hispanicus
Holocnemus hispanicus är en spindelart som beskrevs av Hermann Wiehle 1933. Holocnemus hispanicus ingår i släktet Holocnemus och familjen dallerspindlar.
Artens utbredningsområde är Spanien. Inga underarter finns listade i Catalogue of Life.